# Мушкаров (село)
Мушкаров (укр. Мушкарів) — село в Бильче-Золотецкой сельской общине Чортковского района Тернопольской области Украины.
До 2020 года входило в Борщёвский район.
Код КОАТУУ — 6120880903. Население по переписи 2001 года составляло 161 человек.

## Географическое положение
Село Мушкаров находится на левом берегу реки Серет,
выше по течению на расстоянии в 2,5 км расположено село Алексинцы,
ниже по течению на расстоянии в 2 км расположено село Бильче-Золотое,
на противоположном берегу — село Мышков.

## История
- 1577 год — первое упоминание о селе.

## Объекты социальной сферы
- Школа I ст.